# چوکوتار
چوکوتار (به صربی: Čokotar) یک روستا در صربستان است که در بروس واقع شده‌است. چوکوتار ۳۳ نفر جمعیت دارد.